# Зоосадизъм
Зоосадизмът е сексуално удоволствие, получавано от причиняването на болка и страдание на животни. Това е парафилия, при която човек се възбужда сексуално от измъчването на животни. Зоосадизмът е част от триадата на Макдоналд – набор от три поведения (другите две са пиромания и енуреза), считани за предшественик на психопатичното поведение.

## Проучвания
Някои проучвания показват, че хората, които проявяват жестокост към животните, са по-склонни да проявяват насилие към хората. Според американския всекидневник „Ню Йорк Таймс“:
| „ | ФБР е установило, че историята на жестокост към животни е една от чертите, които редовно се появяват в компютърните му записи за серийни изнасилвачи и серийни убийци, а стандартното ръководство за диагностика и лечение на психиатрични и емоционални разстройства изброява жестокостта към животни като диагностичен критерий за поведенчески разстройства. | “ |

Хелън Гавин обаче пише в Криминологична и съдебна психология (2013):
| „ | Това обаче не е универсална черта. Денис Нилсен е изпитвал трудности при започването на социален контакт с хората, но е обичал своя верен спътник Блийп, кучка мелез. След задържането му е бил много загрижен за нейното благосъстояние, тъй като тя също е била отведена в полицейското управление. | “ |

Алън Р. Фелтус съобщава в статията си „Агресия срещу котки, кучета и хора“ (1980):
| „ | Проучване на психиатрични пациенти, които многократно са измъчвали кучета и котки, установи, че всички те имат високи нива на агресия и към хората, включително един пациент, който е убил момче. | “ |

Това е често срещано откритие и поради тази причина жестокостта към животните често се смята за предупредителен знак за потенциалното насилие над хора.
От друга страна Пиърс Бейрн, професор по криминология в Университета на Южен Мейн, критикува съществуващите проучвания заради игнориране на социално приетите практики на насилие срещу животни, като клане на животни и вивисекция, които биха могли да са свързани с насилието срещу хора.

## Случаи
Серийни убийци като Тед Бънди, Едмънд Кемпър и Джефри Дамър са били известни с това, че са измъчвали и убивали животни в младостта си.
През 2012 г. в Италия за първи път е осъдена жена за т. нар. „кръш фетиш“. Става въпрос за 40-годишна жена, майка на 3 малки деца, която в дома си в Ро близо до Милано тъпче с високи токчета и полугола хлебарки, мишки, пиленца и зайци, след което разпространява материалите онлайн.
През септември 2018 г. подател на сигнали туитва връзка към канал в Телеграм на име „Зоосадистки доказателства“ (на англ. Zoosadist Evidence), който съдържа изображения, видеоклипове и обсъждане на екстремно насилие над животни; подателят на сигнала Zoodonym твърди, че замесените членове са конкретни лица от фури общността – субкултура, интересуваща се от антропоморфни животински герои. Зоосадист, разобличен по време на този скандал, е възрастен член на общността в Куба на име Рубен Мареро Пернас, известен също като „Уф“. Установено е, че той е изнасилил, измъчвал и убил кучета и кученца и е записал действията си онлайн за група зоосадисти в Телеграм, които са намирали това за предизвикващо сексуално удоволствие. Това води до обществено възмущение и евентуална правна реформа.
21-годишният канадец Лейтън Лабют, известен онлайн като ДолиФлеш, е арестуван през 2020 г. за измъчването и убийството на три хамстера и за качването на видеоклипа в социалните медии.
Зоосадистът Адам Бритън – известен британско-австралийски зоолог, който основно използва Телеграм за разпространение на видеа на своите изнасилвания, мъчения и убийства на кучета, е арестуван през 2022 г. и се признава за виновен през 2023 г., като е осъден на 10 г. и 5 месеца.
През юни 2023 г. Би Би Си разкрива глобален кръг за изтезания на маймуни, където хора в Индонезия създават и разпространяват видеоклипове в Телеграм на наранявания и убиване на маймуни по поръчка на клиенти от САЩ, Обединеното кралство и други страни.
През март 2025 г. в България са разкрити случаи на серийни изтезания и садистични убийства на животни, за които са арестувани 26-годишната Габриела Сашова и 35-годишният Красимир Георгиев. Тези лица са обвинени в причиняването на изключителна жестокост към животни като котки, зайци, морски свинчета, риби и др. с цел имотна облага, и в пране на пари. Двамата са публикували видеоклипове в своите канали в Телеграм, които сексуални фетишисти и други психопати са закупували на цени от 50 до 700 евро.